# Ceará contra 007
Ceará contra 007 é uma telenovela brasileira produzida e exibida pela RecordTV entre 5 de julho e 17 de setembro de 1965 com 60 capítulos, substituindo Quatro Homens Juntos e sendo substituída por Quem Bate. Foi escrita por Marcos César, com a colaboração de texto de Ronald Golias, Jô Soares e Ary Toledo, sendo dirigida por Nilton Travesso e também por Marcos César. Há poucos arquivos sobre a telenovela, uma vez que a emissora passou por grandes incêndios em 1966 e 1968, que consumiram a maior parte de seu acervo até então.
Contou com Jô Soares, Ronald Golias, Consuelo Leandro, Adoniran Barbosa, Ary Toledo, Roni Rios, Borges de Barros e Simplício nos papeis principais.

## Produção
Em 15 de fevereiro de 1965 a RecordTV havia lançado a primeira telenovela brasileira com temática cômica, Quatro Homens Juntos, que teve grande repercussão e representou um aumento na audiência, liderando durante toda sua exibição, o que fez com que a emissora apostasse em outros projetos similares, aprovando a trama de Marcos César. Ceará Contra 007 era uma sátira baseada no filme Moscou contra 007, da franquia James Bond, na época vivido por Sean Connery. Jô Soares interpretava o atrapalhado detetive Jaime Blonde, uma sátira de James Bond, enquanto Consuelo Leandro interpretava Lamparina, versão humorada inspirada na sofredora Mamãe Dolores de O Direito de Nascer, exibida na concorrente TV Tupi.
A novela conseguiu o feito de reunir os maiores humoristas brasileiros da época, como Ronald Golias, Jô Soares, Ary Toledo, Adoniran Barbosa, Consuelo Leandro, Roni Rios, Borges de Barros, Simplício, Renato Corte Real, Pimentinha e Chocolate. Jô Soares revelaria apenas em 2017, cinquenta anos depois, que Golias detestava seu personagem na trama por ser o único mais sério da história, preferindo o humor pastelão, fazendo com que a emissora lhe desse um seriado próprio, Família Trapo, ao moldes desejado por ele logo após. Pelo bom desempenho, parte do elenco foi escalado junto para a série.

## Enredo
O Comendador Giácomo (Adoniran Barbosa), dono da Organização Cearense Smirch, envia os capangas Jesuíno (Ary Toledo), Geraldo (Rony Rios), Gervário (Borges de Barros) e Genésio (Simplício) para São Paulo para conseguirem a qualquer preço roubar a fórmula do Jabá Sintético, um poderoso limpador desenvolvido pelo professor Bartolomeu Guimarães (Ronald Golias). Correndo o risco de vida, Bartolomeu contrata o agente secreto Jaime Blond (Jô Soares) para protegê-lo e pegar os bandidos, embora coloque tudo em risco por sua assistente, a sensual Lamparina (Consuelo Leandro). Nessa disputa eles esbarram em diversas figuras, como as golpistas Tereza (Carmem Verônica) e Isabel (Cidinha Campos).

## Elenco
| Ator              | Personagem             |
| ----------------- | ---------------------- |
| Jô Soares         | Jaime Blond            |
| Ronald Golias     | Bartolomeu Guimarães   |
| Consuelo Leandro  | Lamparina              |
| Adoniran Barbosa  | Comendador Giácomo     |
| Ary Toledo        | Jesuíno                |
| Roni Rios         | Geraldo                |
| Borges de Barros  | Gervásio               |
| Simplício         | Genésio                |
| Carmem Verônica   | Tereza                 |
| Cidinha Campos    | Isabel                 |
| Renato Corte Real | Dois Perfis            |
| Márcia Maria      | Sílvia                 |
| Walter Seyssel    | Rogério                |
| Chocolate         | Conde Klaus            |
| Viana Júnior      | Agildo                 |
| Durval de Souza   | Jean Claude (Mister M) |
| Cláudio Lopomo    | Ademar                 |
| Gledi Marisa      | Sandrinha              |

### Participações especiais
| Ator          | Personagem       |
| ------------- | ---------------- |
| Ferreira Neto | Ademar de Barros |